# Гальо, Михаил Дмитриевич
Михаи́л Дми́триевич Га́льо (укр. Михайло Дмитрович Гальо; псевдоним: «Конёк») — украинский военный деятель, подполковник УПА (посмертно), заместитель командира 26-го Тактического отдела «Лемко».

## Биография
Родился в 1914 году в городе Хырове в семье крестьянина. Кроме папы и мамы, у него были четыре сестры и брат.
В 1921 году пошел учиться в Хыровскую семилетнюю школу, которую окончил в 1928 году. Далее продолжил обучение в Перемышльской гимназии.
Член ОУН с 1935 года. Параллельно возглавлял Хыровское отделение «Маслосоюза».
В 1938-1939 гг. проходил службу в Войске Польском. Участник обороны Польши в сентябре 1939 года. Попал в плен к немцам. Стараниями эмиссаров ОУН как украинский солдат освобождён и демобилизован.
По некоторым данным в 1943-1944 годах служил в дивизии СС «Галичина».
С 1944 года в УПА. Михаил Гальо командовал взводом в курене «Гайдамаки». Позже стал сотенным и инструктором в старшинской школе «Олени».
Весной 1945 году для укрепления офицерских кадров на Закерзонье Штаб УПА назначил его в звании поручика командиром Перемышльского куреня. А с ноября 1945 года являлся заместителем командира 26-го тактического отдела «Лемко».
Непосредственный организатор серии атак УПА на город Бирча. Последняя из них оказалась неудачной, во время которой Гальо и погиб.

## Память
- В Хырове есть улица, названная именем командира «Конька».
- 21 августа 2016 на здании Народного дома «Читальные» города Хырова состоялось открытие мемориальная доска в честь памяти полковника УПА Михаила Гальо-«Конька»[1].